# Andon (Prozessoptimierung)

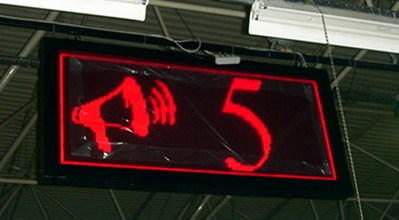
Andon-Panel

In der Fertigung ist ein Andon (アンドン) ein visuelles oder akustisches System, das das Management, die Wartung und andere Mitarbeiter sofort über Qualitäts- oder Prozessprobleme informiert. Der Alarm kann manuell, beispielsweise über ein Zugseil oder einen Knopf, oder automatisch durch die Produktionsanlage ausgelöst werden. Häufig bietet das System zudem eine Möglichkeit, den Fertigungsfluss zu pausieren, um ein Problem zeitnah zu beheben.
„Andon“ ist ein Lehnwort aus dem Japanischen (行灯) und bedeutet ursprünglich ‚Papierlaterne‘. Ursprünglich bezeichnete das Wort eine traditionelle japanische Laterne, bestehend aus einem Holzrahmen und Shoji-Papier. Im Zuge der Entwicklung moderner Produktionsmethoden begannen japanische Hersteller, den Begriff „Andon“ für ein visuelles Signalsystem zu verwenden, mit dem Mitarbeiter schnell auf Qualitäts- oder Prozessprobleme aufmerksam gemacht werden können.

## Funktionsweise

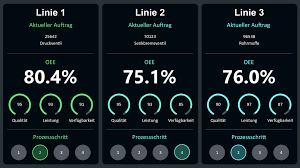
Ein modernes Andon Board von Peakboard

Ein Andon-System ist ein zentrales Element der Jidoka-Qualitätskontrollmethode, die von Toyota entwickelt wurde und heute Teil des Lean-Production-Ansatzes ist.
Jidoka (自働化) bedeutet in diesem Kontext, dass jeder Mitarbeiter befugt ist, die Fertigungslinie bei Problemen unverzüglich anzuhalten, damit Qualitätsmängel sofort behoben werden können. Diese Fähigkeit zur sofortigen Problemidentifikation und -lösung ist ein wesentlicher Bestandteil des Lean-Gedankens, der Verschwendung vermeiden und Prozesse kontinuierlich verbessern soll.
Moderne Andon-Boards werden heute häufig auf herkömmlichen Displays dargestellt, was eine flexible Visualisierung von Texten, Grafiken und Echtzeitinformationen ermöglicht. Dadurch können Unternehmen Alarme und Statusinformationen ansprechend und individuell angepasst präsentieren.
Häufige Gründe für eine manuelle Aktivierung des Andons sind:
- Materialmangel
- Entdeckte oder verursachte Fehler
- Funktionsstörung von Werkzeugen oder Maschinen
- Sicherheitsprobleme

Seit 2014 ersetzt Toyota das traditionelle Andon-Seil schrittweise durch einen „Andon-Knopf“, der drahtlos bedient werden kann, um das Kabelgewirr auf dem Produktionsboden zu reduzieren und Stolperunfälle zu vermeiden.
Das System zeigt normalerweise an, wo der Alarm ausgelöst wurde, und kann auch eine Beschreibung des Problems liefern. Moderne Andon-Systeme können Text-, Grafik- oder Audioelemente enthalten. Akustische Alarme können durch codierte Töne, Musik mit unterschiedlichen Melodien für verschiedene Alarme oder durch vorab aufgezeichnete Sprachmeldungen erfolgen.

## Geschichte
Das Konzept, einem Produktionsmitarbeiter die Befugnis zu geben, die Produktionslinie bei einem vermuteten Qualitätsproblem anzuhalten, wird oft W. Edwards Deming und anderen zugeschrieben, die nach dem Zweiten Weltkrieg das Konzept des Kaizen entwickelten. Viele führen den Aufstieg Japans von den Nachkriegsruinen zur weltweit zweitgrößten Volkswirtschaft unter anderem auf solche industriellen Innovationen zurück:
- Besseres Produktdesign zur Verbesserung des Kundenservice
- Höhere Einheitlichkeit der Produktqualität
- Verbesserung der Produkttests am Arbeitsplatz und in Forschungszentren
- Eröffnung neuer globaler Märkte[11]